# 安定化・連合プロセス

安定化・連合プロセス対象国の地図。数字はSAA発効年(クロアチアはEU加盟時にSAA失効)。
EU加盟国
SAAが発効している国

安定化・連合プロセス（あんていか・れんごうプロセス、英語:Stabilisation and Association Process）は、欧州連合への加盟を希望している国々の、加盟への前段階と見なされているプロセスである。
欧州連合への加盟希望を表明している国に対して、典型的には欧州連合は連合協定を結ぶことによって、その国における政治・経済・貿易・人権改革を図る。これと引き換えに、加盟希望国は欧州連合市場との関税の部分的あるいは全面的な撤廃（工業製品や農業製品など）や、財政的・技術的支援を与えられることもある。

## 概要
安定化・連合協定は、欧州連合の安定化・連合プロセス（SAP）の一部であり、欧州近隣政策（ENP）の一部を構成している。現時点において、バルカン半島の国々が安定化・連合プロセスの対象となっている。特定の安定化・連合協定（SAA）がバルカン半島の複数の国家と欧州連合の間で締結されており、これはその国の将来の欧州連合への加盟の前段階であるとされている。SAAは、1990年代に欧州連合が中東欧の国々と結んだ欧州連合連合協定（AA）や、トルコと結んでいる連合協定に類するものである。
2008年7月22日、安定化・連合協定をウクライナとの間で交わすことが発表され、2008年9月8日にフランスのエヴィアンにてウクライナとの交渉の開始が宣言された。
安定化・連合協定は、概ね欧州連合の法体系「アキ・コミュノテール」（acquis communautaire）に基づいており、この法体系を協力国の立法機関に発布することを目的としている。安定化・連合協定によって期待される同調の深度は欧州連合の加盟国ほどではなく、安定化・連合協定はアキ・コミュノテールの全てをカバーするとは限らない。
連合協定は欧州連合加盟国すべてによって批准されなければならない。

## 安定化・連合プロセス
| 段階           | クロアチア     | 北マケドニア   | アルバニア     | モンテネグロ1  | セルビア2      | ボスニア       | コソボ3        |
| -------------- | -------------- | -------------- | -------------- | -------------- | -------------- | -------------- | -------------- |
| SAA交渉開始    | 2000年11月24日 | 2000年4月5日   | 2003年1月31日  | 2005年10月10日 | 2005年10月10日 | 2005年11月25日 | 2013年10月28日 |
| SAA開始        | 2001年5月14日  | 2000年11月24日 | 2006年2月28日  | 2007年3月15日  | 2007年11月7日  | 2007年12月4日  | 2014年7月25日  |
| SAA署名        | 2001年10月29日 | 2001年4月9日   | 2006年6月12日  | 2007年10月15日 | 2008年4月29日  | 2008年6月16日  | 2015年10月27日 |
| 各国の批准     |                |                |                |                |                |                |                |
| 対象国         | 2002年1月30日  | 2001年4月27日  | 2006年11月9日  | 2007年11月13日 | 2008年9月9日   | 2009年2月26日  | （?）          |
| 欧州諸共同体   | 2004年12月21日 | 2004年2月25日  | 2009年2月26日  | 2010年3月29日  | 2013年7月22日  | 2015年4月30日  | （?）          |
| オーストリア   | 2002年3月15日  | 2002年9月6日   | 2008年5月21日  | 2008年7月4日   | 2010年11月19日 | 2009年9月4日   | （?）          |
| ベルギー       | 2003年12月17日 | 2003年12月29日 | 2007年3月22日  | 2010年3月29日  | 2012年3月20日  | 2010年3月29日  | （?）          |
| ブルガリア     | 当時未加盟     | 当時未加盟     | 当時未加盟     | 2008年5月30日  | 2010年8月12日  | 2009年3月13日  | （?）          |
| キプロス       | 当時未加盟     | 当時未加盟     | 2008年5月30日  | 2008年11月20日 | 2010年11月27日 | 2009年7月2日   | （?）          |
| チェコ         | 当時未加盟     | 当時未加盟     | 2008年5月7日   | 2009年2月19日  | 2010年12月10日 | 2009年7月23日  | （?）          |
| ドイツ         | 2002年10月18日 | 2002年6月20日  | 2009年2月19日  | 2009年5月15日  | 2011年2月10日  | 2009年8月14日  | （?）          |
| デンマーク     | 2002年5月8日   | 2002年4月10日  | 2008年4月24日  | 2008年6月25日  | 2011年3月4日   | 2009年5月26日  | （?）          |
| エストニア     | 当時未加盟     | 当時未加盟     | 2007年10月17日 | 2007年11月22日 | 2010年8月19日  | 2008年9月11日  | （?）          |
| スペイン       | 2002年10月4日  | 2002年10月4日  | 2007年5月3日   | 2009年3月12日  | 2010年6月21日  | 2010年6月15日  | （?）          |
| フランス       | 2003年6月4日   | 2003年6月4日   | 2009年2月12日  | 2009年7月30日  | 2011年10月21日 | 2010年7月12日  | （?）          |
| イギリス       | 2004年9月3日   | 2002年12月17日 | 2007年10月16日 | 2009年7月30日  | 2011年8月11日  | 2010年4月20日  | （?）          |
| ギリシャ       | 2003年8月27日  | 2003年8月27日  | 2009年2月26日  | 2010年3月4日   | 2011年1月26日  | 2010年6月17日  | （?）          |
| クロアチア     | 当時未加盟     | 当時未加盟     | 当時未加盟     | 当時未加盟     | 当時未加盟     | 当時未加盟     | （?）          |
| ハンガリー     | 当時未加盟     | 当時未加盟     | 2007年4月23日  | 2008年5月14日  | 2010年11月17日 | 2008年10月22日 | （?）          |
| イタリア       | 2004年10月6日  | 2003年10月30日 | 2008年1月7日   | 2009年10月13日 | 2011年1月6日   | 2010年9月8日   | （?）          |
| アイルランド   | 2002年5月6日   | 2002年5月6日   | 2007年6月11日  | 2009年6月4日   | 2011年9月29日  | 2009年6月4日   | （?）          |
| リトアニア     | 当時未加盟     | 当時未加盟     | 2007年5月17日  | 2009年3月4日   | 2013年6月26日  | 2009年5月4日   | （?）          |
| ルクセンブルク | 2003年8月1日   | 2003年7月28日  | 2007年7月4日   | 2009年6月11日  | 2011年1月21日  | 2010年5月5日   | （?）          |
| ラトビア       | 当時未加盟     | 当時未加盟     | 2006年12月19日 | 2008年10月17日 | 2011年5月30日  | 2009年11月12日 | （?）          |
| マルタ         | 当時未加盟     | 当時未加盟     | 2008年4月21日  | 2008年12月11日 | 2010年7月6日   | 2010年1月7日   | （?）          |
| オランダ       | 2004年4月30日  | 2002年9月9日   | 2007年12月10日 | 2009年1月29日  | 2011年12月21日 | 2009年9月30日  | （?）          |
| ポルトガル     | 2003年7月14日  | 2003年7月14日  | 2008年7月11日  | 2008年9月23日  | 2011年3月4日   | 2009年6月29日  | （?）          |
| ポーランド     | 当時未加盟     | 当時未加盟     | 2007年4月14日  | 2009年2月6日   | 2011年10月27日 | 2010年4月7日   | （?）          |
| ルーマニア     | 当時未加盟     | 当時未加盟     | 当時未加盟     | 2009年1月15日  | 2012年4月4日   | 2010年1月8日   | （?）          |
| スウェーデン   | 2003年3月27日  | 2002年6月25日  | 2007年3月21日  | 2009年3月11日  | 2011年4月15日  | 2009年9月14日  | （?）          |
| フィンランド   | 2004年1月6日   | 2004年1月6日   | 2007年11月29日 | 2009年3月18日  | 2011年10月21日 | 2009年4月7日   | （?）          |
| スロベニア     | 当時未加盟     | 当時未加盟     | 2007年1月18日  | 2008年2月7日   | 2010年12月7日  | 2009年3月10日  | （?）          |
| スロバキア     | 当時未加盟     | 当時未加盟     | 2007年7月20日  | 2008年7月29日  | 2010年11月11日 | 2009年3月17日  | （?）          |
| SAA発効        | 2005年2月1日   | 2004年4月1日   | 2009年4月1日   | 2010年5月1日   | 2013年9月1日   | 2015年6月1日   | 2016年4月1日   |

（括弧書き）: 可能性のある最も早い場合

 1 モンテネグロは、交渉を2005年11月にセルビア・モンテネグロの一部として開始していた。セルビアとモンテネグロの分離に関する交渉では、それぞれに資格を認めた。モンテネグロと直接の交渉を始める命令は2006年10月に出された。モンテネグロとの直接交渉は2006年9月26日に始められ、2006年12月1日にまとまった。
 2 セルビアは、交渉を2005年11月にセルビア・モンテネグロの一部として開始していた。協定の履行はラトコ・ムラディッチの逮捕を待たれていたが、旧ユーゴスラビア国際戦犯法廷が起訴した戦犯46人全ての引き渡しと、コソボとの政治対話、政治・司法改革らが評価され、2012年3月にEU加盟候補国入りを果たし、2013年9月1日にまとまった。
3 コソボは、セルビアの自治州が分離して国際的に一部の国のみから承認されている（UNSCR 1244決議による国連統治下）。安定化追跡機構によって2003年から交渉が開始され進行中であったが、2008年2月17日に独立を宣言。欧州連合の加盟国の一部はコソボの独立に反対しており、コソボとのSAP継続について欧州連合では意見が分かれていた。 2012年10月、欧州委員会は、EU加盟国間でコソボの地位に関し異なる見解が存在するという状況下でもEUとコソボの間で安定化・連合協定の締結は可能との結論を確認し、 政治・司法改革ならびにセルビアとの政治対話が評価され、2013年度内でのSAA交渉開始が決定し、2013年10月28日に交渉が開始された。 2015年10月に安定化・連合協定が署名され、2016年4月、EUとの安定化・連合協定が発効した。